# Angkor Wat
Angkor Wat (în khmeră: អង្គរវត្ត) este un templu hindus din regiunea Angkor din Cambodgia. A fost construit la începutul secolului al XII-lea pentru un rege local și reprezintă un model de arhitectură khmeră de cel mai înalt nivel. Este cel mai bine păstrat loc arheologic. De la înființarea sa acesta este cel mai important centru religios, prima dată hindus, dedicat zeului Vishnu, iar apoi budist.
Este cel mai mare complex monumental religios din lumea actuală.
El a devenit un simbol al Cambodgiei, apare pe steagul său național și este prima atracție a țării pentru vizitatori.
Angkor Wat combină două planuri de bază ale arhitecturii templului Khmer: muntele templului si mai târziu templul, bazat pe arhitectura specifică din Sudul Indiei hinduse, cu caracteristici cheie de exemplu Jagati. De asemenea acest templu a fost construit să reprezinte Muntele Meru, lăcașul zeităților hinduse .

## Istorie

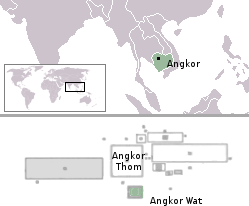
Angkor Wat este templul sudic al grupului principalelor Angkor de site-uri.

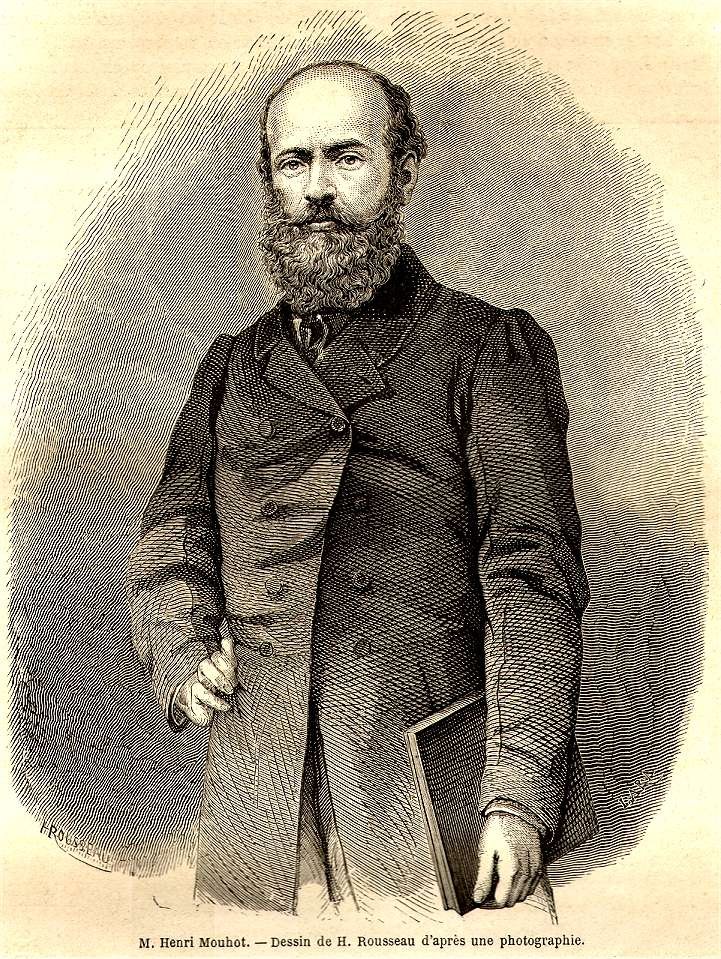
Henri Mouhot a popularizat templu la vest la mijlocul secolului al 19-lea

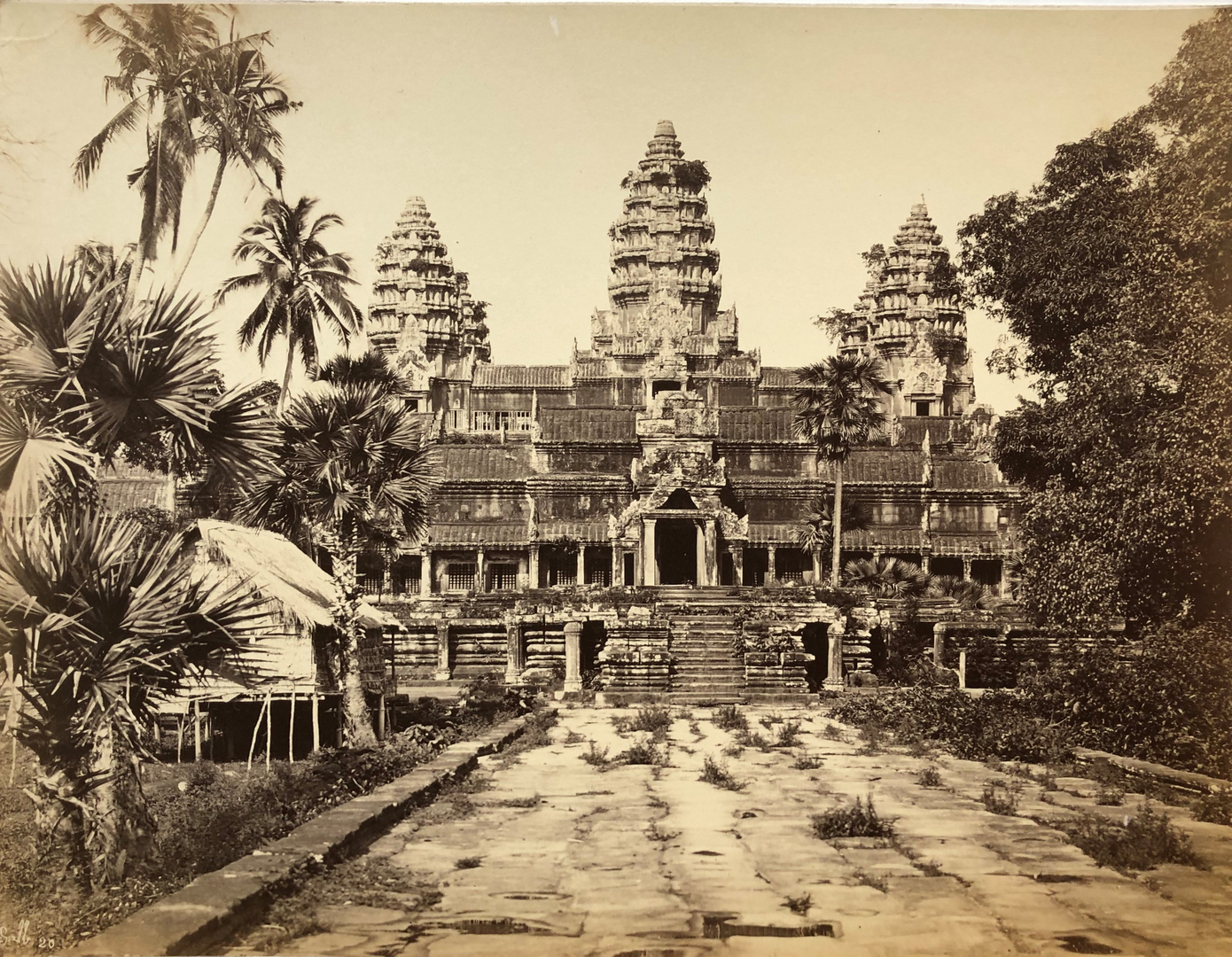
O fotografie din 1866

Angkor Wat se află la 5.5 km de orașul Siem Reap, și la o scurtă distanță spre sud și est de capitala anterioară, care a fost stabilita la Baphuon. Este într-o zonă din Cambodgia unde există un grup important de structuri antice. Acesta este cel mai sudic, dintre toate siturile din Angkor. Designul inițial și construcția templului s-au făcut în prima jumătatea a secolului 12,în timpul domniei lui Suryavarman II(1113-1150). Dedicat lui Vishnu, a fost construit ca templu regal și de asemenea drept „capitala” orașului. Au fost găsite inscripții contemporane referindu-se la templu. Numele său original este necunoscut, dar se poate să fi fost cunoscut sub numele de Vrah Vishnulok, după zeitatea prezidează.
Lucrul pare să se fi încheiat la scurt timp după moartea regelui, lăsând o parte din basoreliefuri neterminate. În 1177, la aproximativ 27 de ani de la moartea lui Suryavarman II, Angkor a fost invins de către Chams, dușmanii tradiționalii ai   Khmerilor. Ulterior, imperiul a fost restaurat de către un rege nou, Jayavarman VII care a stabilit o nouă capitală și templul de stat (Angkor Thom și respectiv Bayon) la câțiva kilometri spre nord.
În secolul al 13-lea Angkor Wat a trecut treptat de la hinduși la Theravada utilizare budista, care continuă și în prezent. Angkor Wat este neobișnuit printre templele Angkor prin faptul că, deși a fost oarecum neglijat după secolul 16, nu a fost niciodată complet abandonat, conservarea acestuia fiind în mare parte datorata șanțului prevazut pentru protecție împotriva invadării de către junglă. Unul dintre primii vizitatori ai templului a fost Antonio da Magdalena, un călugăr portughez care a vizitat templul în 1586 și a spus că „este extraordinară construcția, astfel încât nu este posibil să o descrie cu un stilou, în special deoarece arată diferit de toate celelalte clădiri.Ea are turnuri și decoruri și de asemenea toate rafinamentele care le poate concepe geniul uman”. Cu toate acestea, templul a fost popularizat în Occident numai la mijlocul secolului al 19-lea. Exploratorul francez a zis: „Unul dintre aceste temple, un rival pentru cel al lui Solomon, ridicat de un Michelangelo din vechime, ar putea avea un loc de cinste alături de cele mai frumoase clădiri ale noastre 
Acest templu este mai măreț decât orice altul din Grecia sau Roma și prezintă un contrast trist la starea de barbarism la care este supusă națiunea."
Mouhot, ca și  altor vizitatori din Vest le-a fost greu să creadă că ar putea khmerii să construiască un astfel de templu. Adevărata istorie a Angkor Wat a fost pus cap la cap doar cu ajutorul probelor stilistice și epigrafice acumulate în timp, precum și de lucrările de restaurare efectuate pe tot situl arheologic Angkor. Nu au existat locuințe obișnuite sau case sau alte semne de așezare. Nici ustensile de gătit, arme, sau articole de îmbrăcăminte, de obicei găsite in siturile antice. În schimb, există dovezi ale monumentului în sine. Angkor Wat are nevoie de o restaurare considerabilă în secolul 20, în special îndepărtarea pământului și a vegetației acumulate. Lucrarea a fost întreruptă de războiul civil și de controlul khmerilor roșii între anii 1970-1980, dar în această perioadă au fost făcute daune minime, cu excepția furtului și distrugerea de statui post-Angkorian.Templul este un simbol puternic din Cambodgia, și este o sursă de mândrie națională importantă, folosit in relațiile diplomatice cu Thailanda, Franța și Statele Unite ale Americii. O reprezentare a Angkor Wat a fost „inscripționată” pe o parte a steagului cambodgian în prima versiune, în anul 1863. Moștenirea artisticului sit Angkor Wat și a altor monumente din regiunea Angkor au dus direct la anexarea Cambodgiei de către Franța, ca un protectorat pe 11 august 1863. Acest lucru a dus rapid la reclamarea terenurilor din colțul de nord-vest al țării care au fost sub control Thai de la invazia Thai din 1431 AD. Cambodgia și-a câștigat independența față de Franța în 9 noiembrie 1953 și din acel moment a deținut Angkor Wat. În mijlocul războiului din Vietnam, șeful de stat Norodom Sihanouk a găzduit-o pe Jacqueline Kennedy în Cambodgia pentru a-și  îndeplini „visul de a vedea pe  parcursul vieții monumentul Angkor Wat" În ianuarie 2003 au izbucnit revolte în Phnom Penh în urma unui zvon fals, despre o actriță de telenovele care a susținut că Angkor Wat a aparținut Thailandei.

## Arhitectura

Planul general a Angkor Wat cu structura centrală, în mijloc

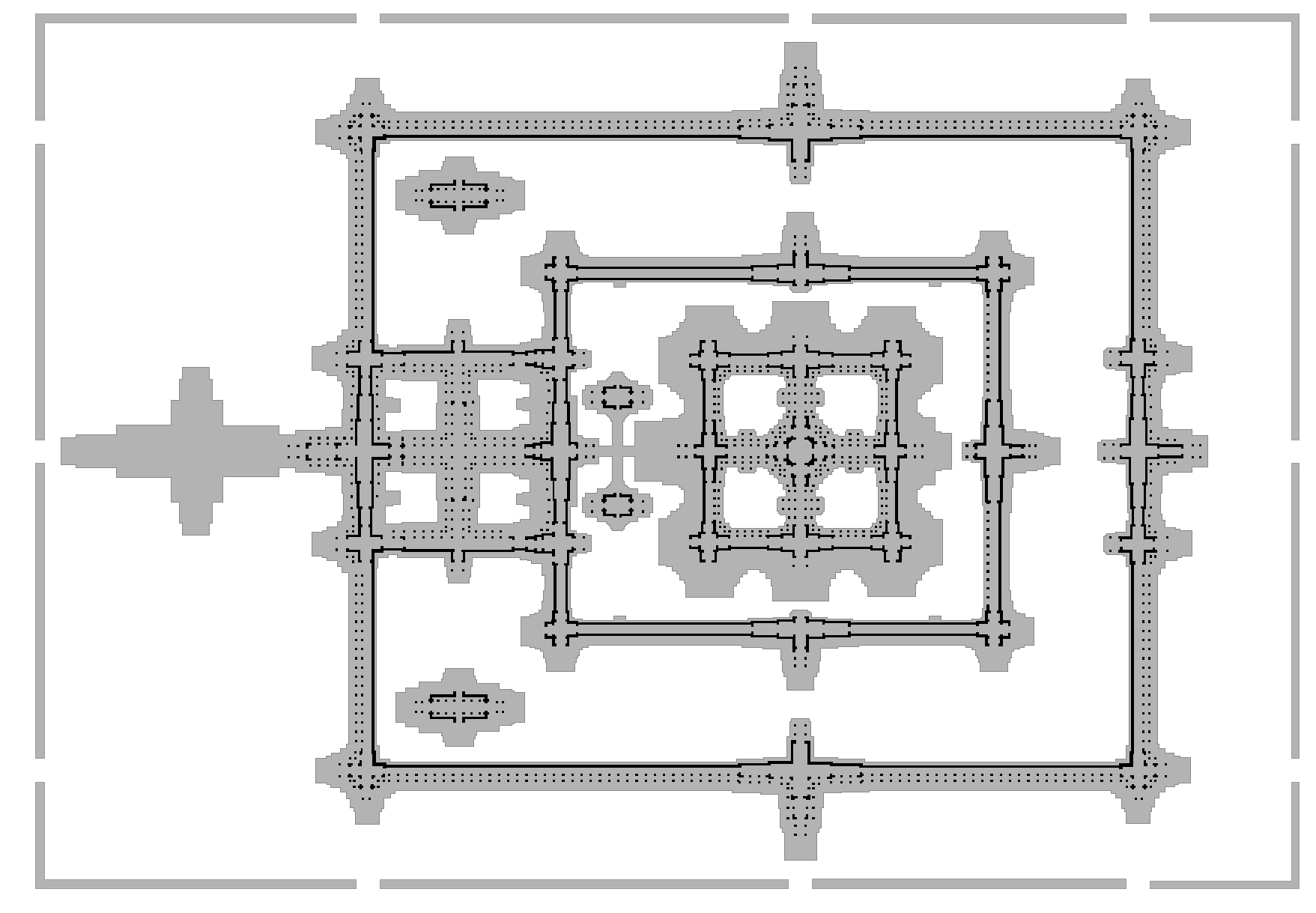
Planul detaliat al structurii centrale

Angkor Wat, situat la 13 ° 24'45 "N 103 ° 52'0" E, este o combinație unică de munte și templu, design standard pentru temple de stat și a avut influențe din Orissa și Chola din Tamil Nadu, India. Templul este o reprezentare a Muntelui Meru, casa zeilor: turnurile simbolizează cele cinci vârfuri de munte. Accesul la zonele de sus a templului a fost progresiv mai exclusiv,  laicii fiind admisi numai la cel mai scăzut nivel.
Spre deosebire de majoritatea templelor khmer, Angkor Wat este orientat spre vest. Acest fapt a condus mai multi cercetatori (inclusiv Glaize și Coedès George), la concluzia că Suryavarman era destinat să servească drept templul lui funerar. Alte dovezi in sprijinul acestui punct de vedere sunt furnizate de basoreliefuri, care continua în sens invers al acelor de ceasornic , direcție care este inversa fata de ordinea normală. Ritualurile au loc în ordine inversă în timpul serviciilor funerare Brahminic. Arheologul Charles Higham descrie, de asemenea,un container care ar fi putut fi un vas funerar, care a fost recuperat de la turnul central. Acesta a fost nominalizată de către unii ca fiind cea mai mare cheltuiala de energie privind eliminarea unui cadavru. Freeman și Jacques, cu toate acestea, menționează că mai multe alte temple din Angkor se îndepărteze de la orientarea est tipica, și sugerează că alinierea Angkor Wat a fost din cauza dedicării sale lui Vishnu,care a fost asociat cu partea de vest.
O alta interpretare  a fost propusă de către Eleanor Mannikka. Bazându-se pe alinierea templului și dimensiuni, precum și cu privire la conținutul și amenajarea basoreliefurilor, ea susține că structura reprezintă o nouă eră de pace sub regele Suryavarman II: "ca măsurătorile de cicluri de timp solar și lunar au fost construite înspațiul sacru al Angkor Wat, acest mandat divin de a se pronunța a fost ancorat la camerele consacraților și coridoare menite să perpetueze puterea regelui și de a onora și împaca zeitățile". Sugestiile lui Mannikka au fost primite cu un amestec de interes și scepticism în cercurile academice.  Din speculatiile altora, cum ar fi Graham Hancock, Angkor Wat este parte dintr-o reprezentare a constelatia Draco.

### Stilul

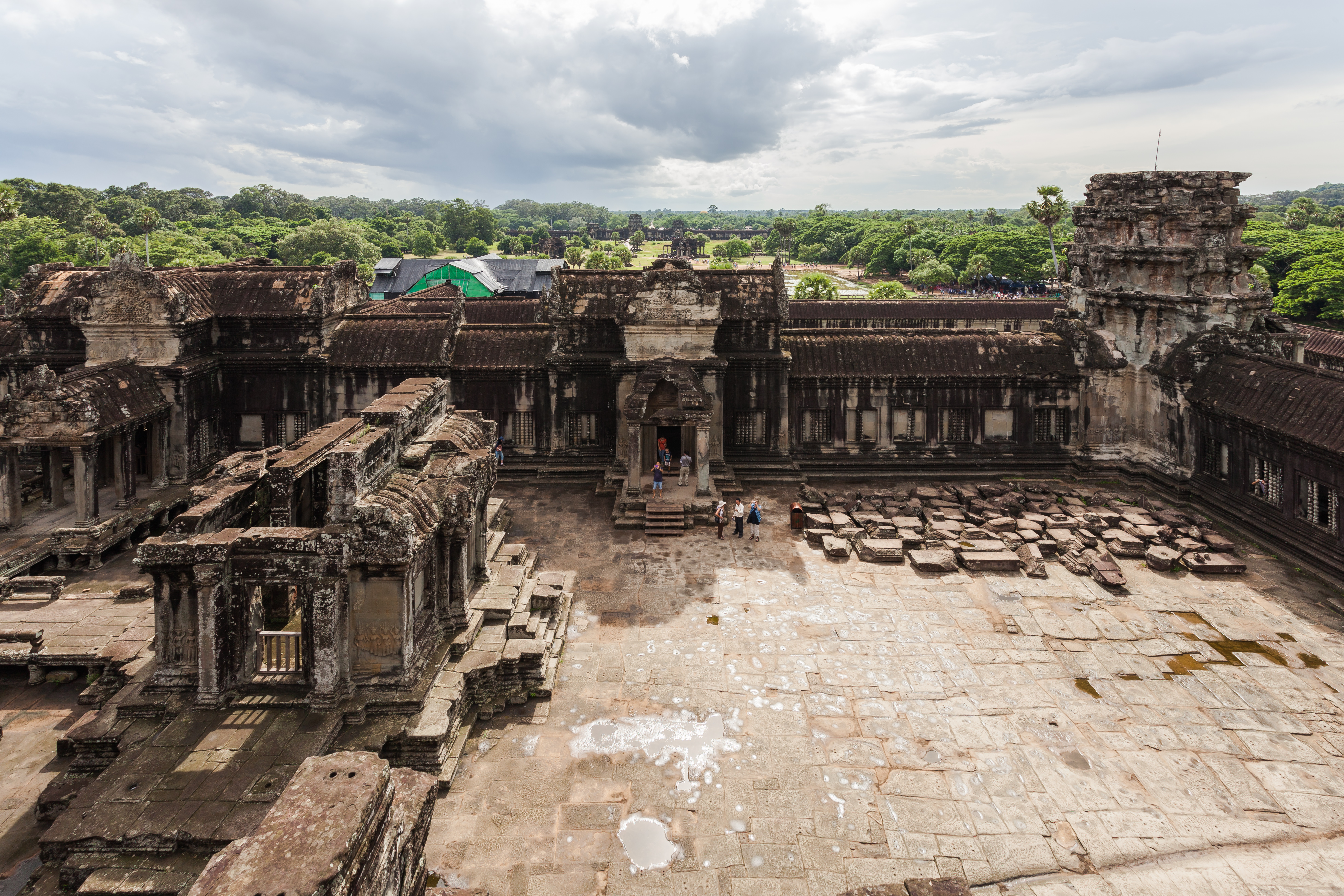
Galeria superioară la Angkor Wat

Angkor Wat este primul exemplu al stilului clasic, al arhitecturii Khmer-Angkor Wat stilul la care le-a dat numele său. Până în secolul al 12-lea arhitecții khmeri au devenit încrezători în utilizarea de gresie (mai degrabă decât cărămida), ca material de construcție. Cele mai multe zone vizibile sunt din blocuri de gresie.
Angkor Wat a atras laude mai presus de toate pentru armonia designului său, care a fost comparat cu arhitectura Greciei antice și Romei. Potrivit  lui Maurice Glaize, un istoric de la mijlocul secolului 20 al Angkorului, templul "atinge o perfecțiune clasică prin echilibrarea fină a elementelor  și dispunerea exactă a proporțiilor sale. Este o lucrare de putere, unitate si stil.
Arhitectural, elementele caracteristice stilului includ: ogivele, turnuri care au forma de muguri de lotus; galerii pentru a largi pasajele; galerii axiale folosite pentru conectarea țarcurilor și terase cruciforme care apar de-a lungul axei principale a templului. Elementele tipice decorative sunt devatas (sau apsaras), basoreliefurile, și pe frontoane ghirlande extensive și scene narative. Alte elemente de design au fost distruse de jefuirea și trecerea timpului, inclusiv stucaturile de pe turnuri, auriturile de pe câteva cifre pe basoreliefuri, și tavanul din lemn și panourile ușilor.
Stilul Angkor Wat a fost urmat de cea din perioada Bayon. Alte temple în acest stil sunt;  Banteay Samré, Thommanon, Chao Say Tevoda. În afara Angkor-ului, Beng Mealea și părți din Phanom treaptă și Phimai.

### Caracteristici

#### Incinta exterioara

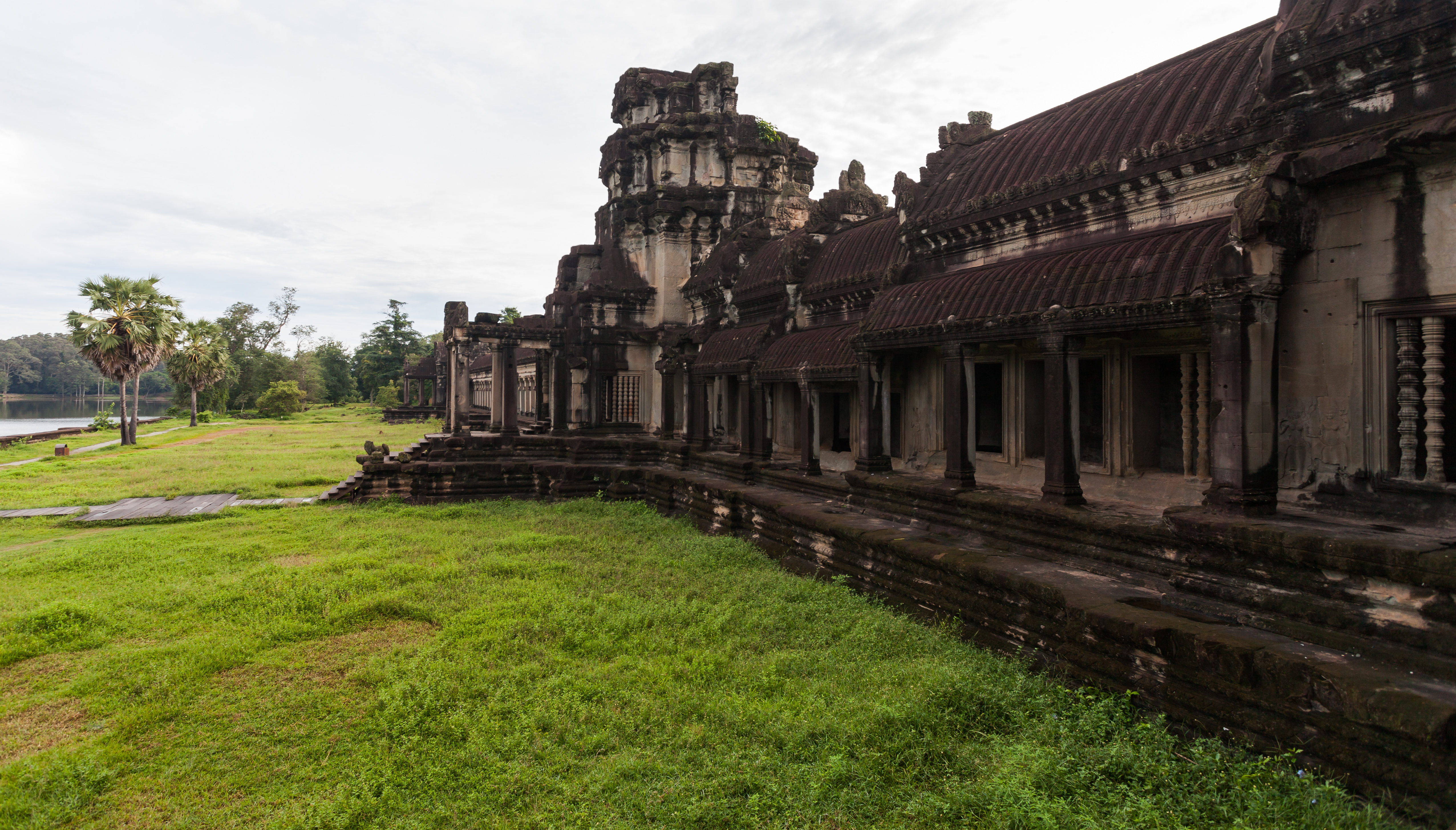
Templul privit din nord-vest

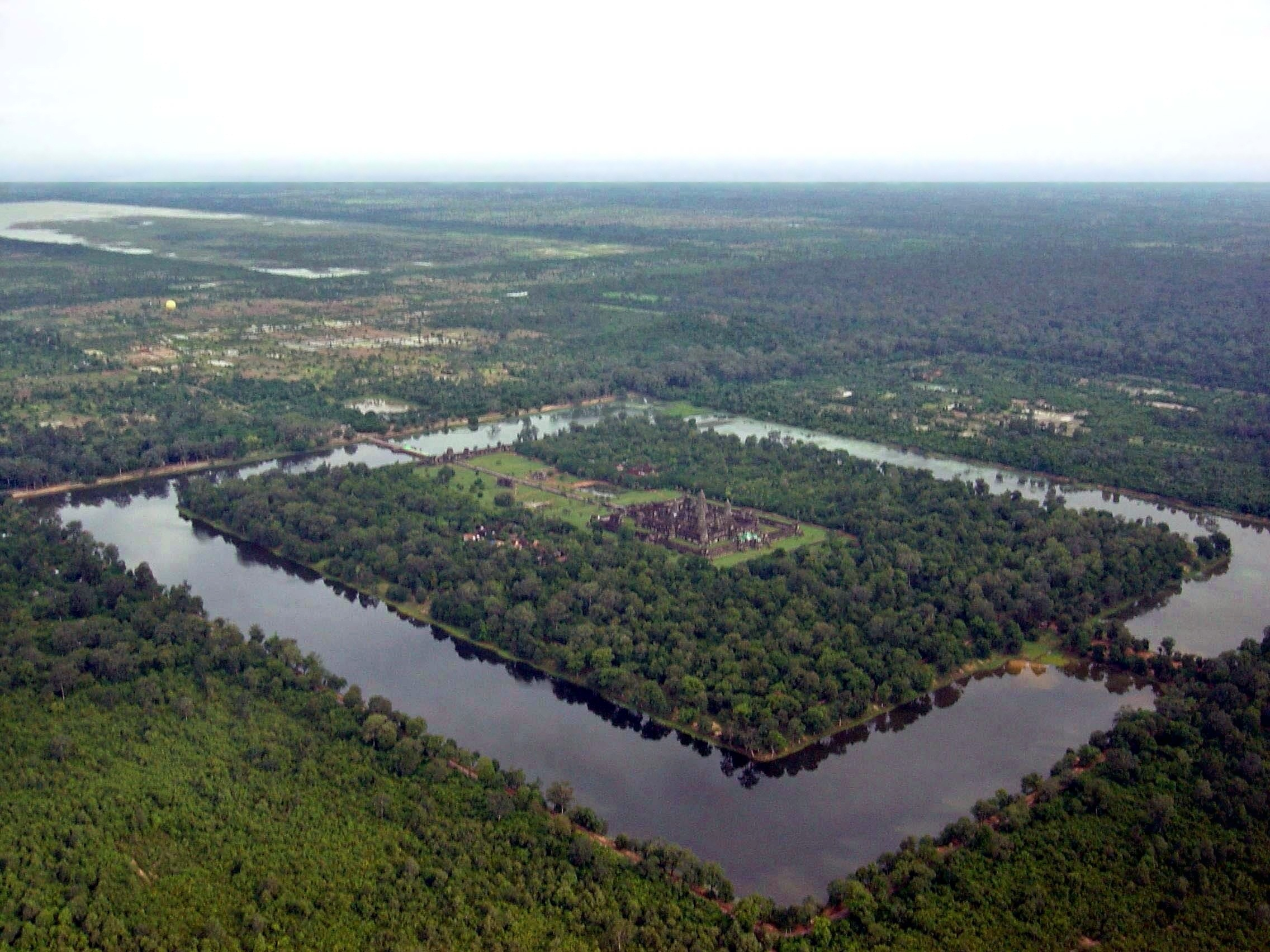
Vedere aeriană din Angkor Wat

Peretele exterior, 1024 de 802 m și 4,5 m înălțime, este înconjurat de un teren ce măsoară 30 m și un șanț 190 m lățime. Accesul la templu se face pe o limbă de pământ aflata la est și pe un drum pietruit cu gresie, aceasta din urmă, intrarea principală, este mai târziu înlocuita, cu un pod de lemn. Există gopuras la fiecare dintre punctele cardinale. de vest este de departe cel mai mare și are trei turnuri. Glaize observă că acest gopura atât ascunde și ecouri sub formade templu propriu. Sub turnul de sud este o statuie a lui Vishnu, cunoscută sub numele de Ta Reach, care poate au ocupat inițial altarul templului central. Galerii alerga între turnuri și în măsura în care două intrări suplimentare cu privire la fiecare parte a gopura adesea menționată ca "porți elefant", deoarece acestea sunt suficient de mari pentru a trece aceste animale. Aceste galerii au piloni pătrați pe exterior (vest), un perete lateral și închis în interior(est). Plafonul dintre piloni este decorată cu rozete lotus; fața vest a peretelui cu figuri de dans și fața la est de perete.
Peretele exterior cuprinde un spațiu de 820 de metri pătrați (203 ha). Ca toate clădirile seculare din Angkor, acestea au fost construite din materiale perisabile, mai degrabă decât de piatră, astfel încât nu mai rămâne nimic din ele, cu excepția contururilor adică unele dintre străzi. Cea mai mare parte a zonei este acum acoperită de păduri. Un drum pietruit de 350 m conectează gopura de vest la templele corespunzătoare, cu balustrade Naga și șase seturi de trepte ducând în jos în oraș pe fiecare parte. Fiecare parte are, de asemenea, o bibliotecă cu intrări la fiecare punct cardinal, în fața setului al treilea a treptelor de la intrare, și un iaz între bibliotecă și templul.Iazurile sunt adăugate mai târziu la proiectarea, așa cum este terasa cruciform păzită de lei, conectarea cu drum pietruit la structura centrală.

#### Structura centrală

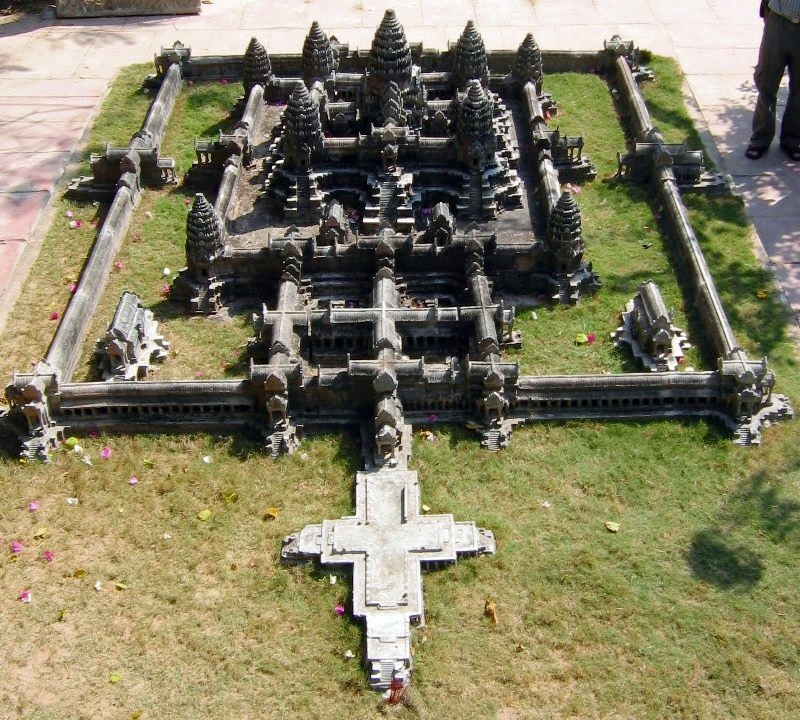
Miniatura model de structura centrală a Angkor Wat. În prim-plan terasa cruce care se află în partea din față a structurii centrale.

Templul este sprijinit pe o terasă ridicată mai mare decât a orașului. Acesta este format din trei galerii dreptunghiulare. Mannikka interpretează aceste galerii ca fiind dedicate regelui. Toate caracteristicile sunt stabilite înapoi spre est, lăsând mai mult spațiu pentru a fi completate în fiecare incintă și galerie de pe latura de vest, pentru același motiv, pașii-vest cu care se confruntă sunt mai puțin adânci decât cele de pe celelalte laturi.
Galeria exterioară măsoară 215 m, cu pavilioane, mai multe decât turnurile de la colturi. Galeria este deschisă la partea exterioară a templului, cu coloane ale galeriilor de extindere și consolidare a structurii. Conectarea galeriei exterioare în incintă două pe latura de vest este o mănăstire cruce numit Preah Poan ("Sala de o mie de Buddha"). Imagini ale lui Buddha au fost lăsate în mănăstire de pelerini de-a lungul secolelor, deși majoritatea au fost acum eliminate. Cele patru curți mici marcate de către mănăstire pot fi inițial umplute cu apă. In sudul mânăstirii sunt biblioteci.
Dincolo, galerii de al doilea și interioare sunt conectate între ele și la două biblioteci adiacente de către o altă terasă cruciform. Din al doilea nivel în sus, devatas abundă pe pereți, individual sau în grupuri de până la patru. Incinta celui de al doilea nivel măsoară 100 de 115 m, și poate au fost inundate inițial pentru a reprezenta ocean in jurul Muntelui Meru. Trei seturi de pași pe fiecare parte să conducă până la turnurile de colț și gopuras a galeriei interior. scări foarte abrupte, reprezintă dificultatea de a ascendent la regatul zeilor. Această galerie interioara, numita Bakan, este un pătrat de 60 m, cu galerii axiale cu un altar central, și alta refiliată situată sub turnuri de colt. Acoperișurile de galerii sunt decorate cu motivul de corpul unui șarpe care se încheie în capete de lei sau garudas. Glafuri sculptate și frontoane decora intrările în galerii și la altare. Turnul de deasupra altarului central se ridică 43 m la o înălțime de 65 m deasupra solului, spre deosebire de cele din munți templu anterioare, turnul central este ridicat deasupra jur patru. Altarul în sine, inițial ocupate de o statuie a lui Vishnu și deschise pe fiecare parte, a fost zidit în când templul a fost convertit la budismul Theravada, noi ziduri prezentând pe Buddha în picioare. În 1934, conservatorul George Trouvé a excavat groapa de sub altarul central: umplută cu nisip și apă, ar fi fost deja jefuită de comoara sa, dar el a găsit un fundament cu depozit sacru de foiță de aur, doi metri deasupra nivelului solului.

#### Decoratii

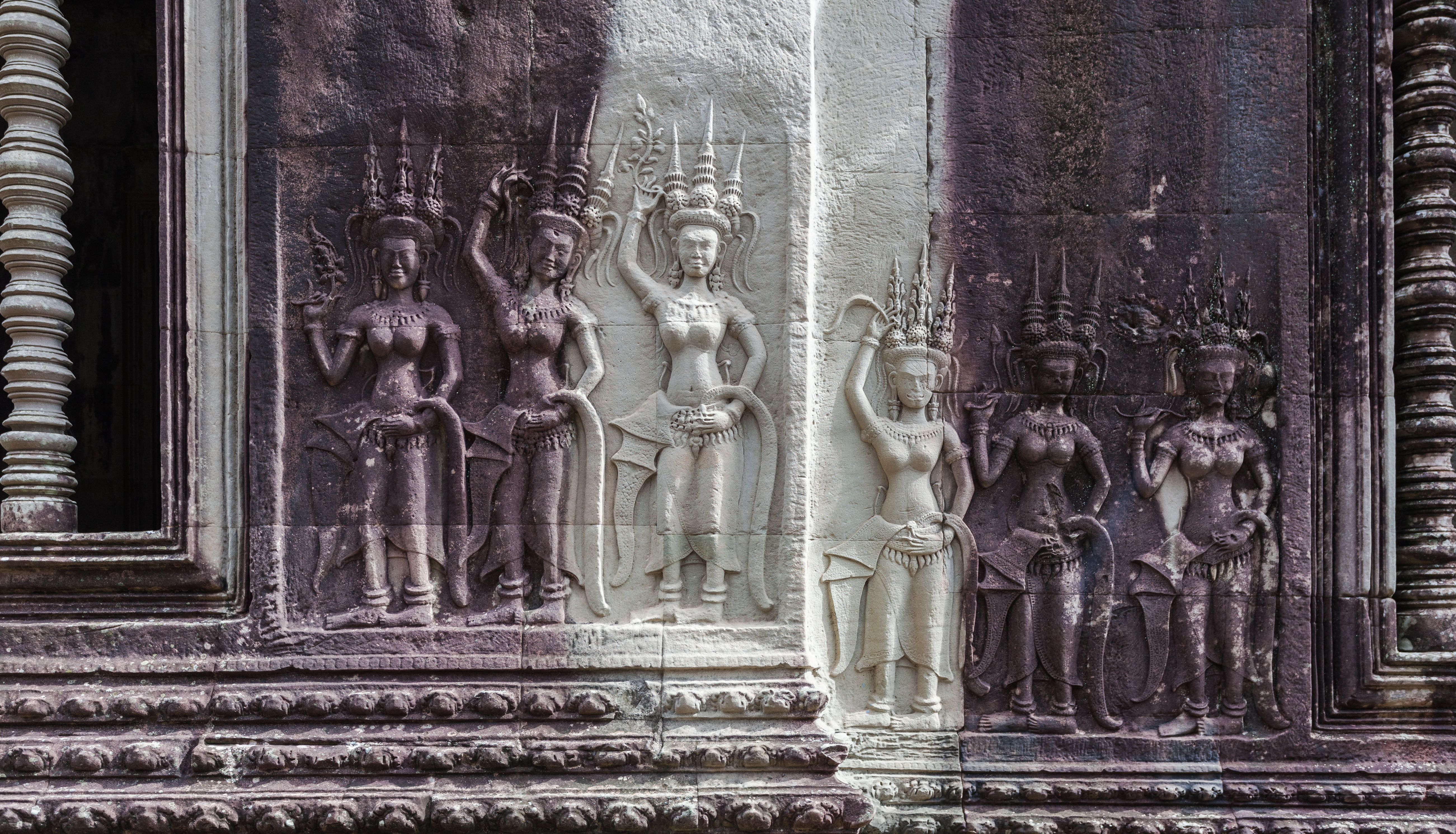
Devatas sunt caracteristice stilului Angkor Wat.

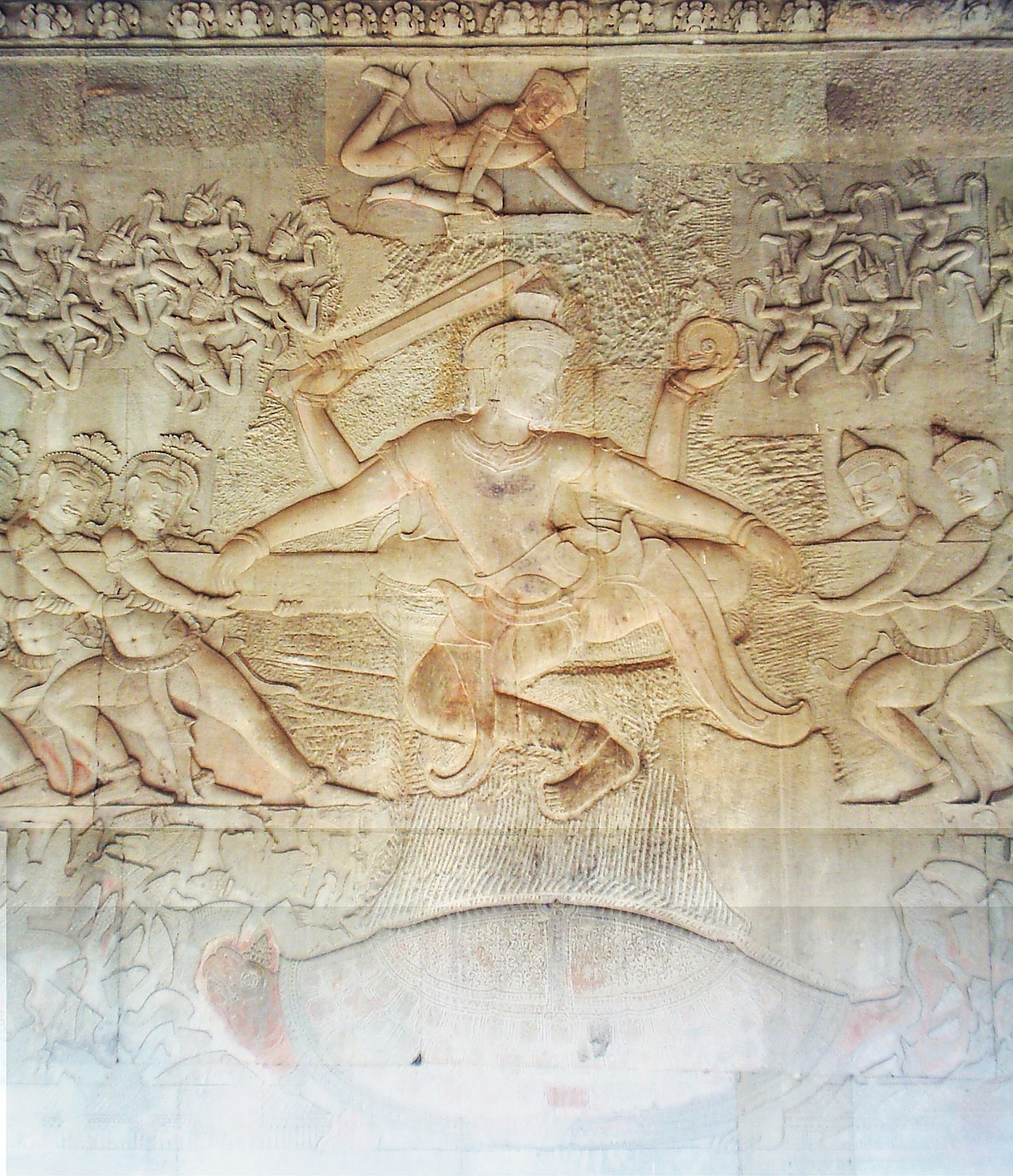
Basorelief de churning al Mării Lapte arată Vishnu în centru, avatarul lui Kurma de mai jos, asuras și devașii la stânga și la dreapta, și apsaras și Indra (Hinduism) de mai sus.

Integrat cu arhitectura clădirii și una din cauzele pentru faima sa este decorarea extinsa a Angkor Wat, care a predominant sub formă de frize cu basoreliefuri. Pereții interiori ai galeriei exterior suportă o serie de scene de mari dimensiuni reprezentând în principal episoade din hindus epopeele Ramayana și Mahabharata. Higham a numit asta „cel mai mare aranjament cunoscut liniar de sculptură în piatră”. Din colțul de nord-vest anti-sensul acelor de ceasornic, galeria de vest prezintă Bătălia de la Lanka (din Ramayana, în care învinge Rama pe Ravana) și Bătălia de la Kurukshetra (din Mahabharata, arătând anihilarea reciprocă a clanurilor Kaurava și Pandava). Pe galeria de sud urmează o scenă istorică, o procesiune de Suryavarman II, apoi cele 32 de iaduri și 37 raiuri din mitologia hindusă.
Glaize scrie că:
„... acele suflete nefericite care urmează să fie aruncate în iad, sa sufere o cruzime rafinată care, uneori, pare a fi un pic disproporționate în raport cu gravitatea crimelor comise. Așa se face ca oamenii care au afectat proprietatea altora au rupt oasele lor, că lăcomia este despicată în două, că hoții sunt afectate de orez cu burțile enorme de fier încins, că cei care au ales florile din grădină de Shiva au capetele lor străpunse cu cuie, si hoții sunt expusi la frig disconfort ".
Pe galeria de est este una dintre scenele cele mai sărbătorite, baterea Marea Lapte, rezultate 92 asuras și 88 de vași folosind șarpele Vasuki la putinei mare sub conducerea lui Vishnu(Mannikka contează doar 91 asuras, și explică numerele asimetric ca reprezentând numărul de zile de la solstitiul de iarna pentru a echinocțiului de primăvară, și de la echinocțiul de la solstițiul de vară). Acesta este urmat de Vishnu învingând asuras (un plus al 16-lea). Galeria de nord prezinta victoria asupra lui Krishna Bana (în cazul în care în conformitate cu Glaize, "manopera este cea mai rea") și o bătălie între zei și asuras hindus. nord-vest și sud-vest pavilioane colțul ambele prezintă scene mult mai mici dimensiuni, unele neidentificate dar cele mai multe din Ramayana sau viata de Krishna.

### Tehnici de construcție
Pietrele, erau la fel de netede ca marmura lustruită, au fost stabilite fără mortar, cu rosturi foarte bune care au fost, uneori, greu de găsit. Blocurile au fost organizate împreună de scobiturii. Blocurile,au fost probabil puse în aplicare printr-o combinație de elefanți, cabluri de nucă de cocos, scripeți și schele din bambus. Henri Mouhot a remarcat că majoritatea blocurilor au avut găuri de 2,5 cm în diametru și 3 cm adâncime, blocurile mari,avand mai multe gauri. Unii cercetători au sugerat că acestea au fost folosite pentru a se alăture cu barele de fier, dar alții au sugerat că au fost folosite pentru a stoca temporar cuie de manevră pentru a-i sprijini. Arhitecții khmeri nu au făcut niciodată arcadele curbate,care erau folosite de romani. Ei au creat un arc corbelled, dar acest lucru de multe ori sa dovedit instabil și sa prăbușit.
Monumentul a fost realizat din imense bucati de gresie, la fel de mult ca pentru piramida lui Khafre din Egipt (peste 5 milioane de tone). Aceasta gresie a trebuit să fie transportata de la Muntele Kulen, o carieră la aproximativ 25 mile (40 km)departare spre nord. Piatra a fost probabil transportata pe pluta de-a lungul râului Siem Reap. Acest lucru ar trebui făcut cu grijă,pentru a evita răsturnarea plutelor care aveau o asa mare greutate. Un inginer modern a estimat ca in zilele noastre ar fi nevoie de 300 ani pentru a finaliza Angkor Wat astăzi. Cu toate acestea, monumentul a fost început imediat după ce Suryavarman a venit la tron și a fost terminat la scurt timp după moartea sa, nu mai mult de 40 de ani.
Practic, toate suprafetelor sale, coloane, glafuri chiar acoperișurile sunt sculptate. Exista kilometri de scutiri ilustrând scene din literatura de specialitate, inclusiv unicorni, grifoni, dragoni inaripati trăgând carele precum și războinici în urma unui elefant și fetele dansand . In galerie,pe un singur perete este decorat aproape 1.000 de metri patrati de basoreliefuri. Găurile de pe o parte a zidului Angkor indică faptul că acestea au fost decorate cu foi de bronz. Acestea au fost extrem de apreciate in antichitate si au fost o tinta pentru hoti. In timpul excavării Khajuraho, Alex Evans, un zidar de piatră și sculptor, a creat o sculptură în piatră (1,2 m), aceasta a luat aproximativ 60 de zile pentru a fi sculptata. De asemenea Roger Hopkins și Mark Lehner au efectuat experimente la cariera de calcar care a durat 22 de zile si au fost folosite aproximativ 400 de tone de piatră. Forța de muncă la cariera, transport, sculpteze și instala acest gresie de mult trebuie să ruleze în mii inclusiv mulți artizani cu înaltă calificare.Talentul necesar pentru a sculpta aceste statuete a fost dezvoltat de sute de ani mai devreme, după cum o demonstrează unele artefacte a constatat că au fost datată în secolul al șaptelea, înainte de khmer a ajuns la putere.

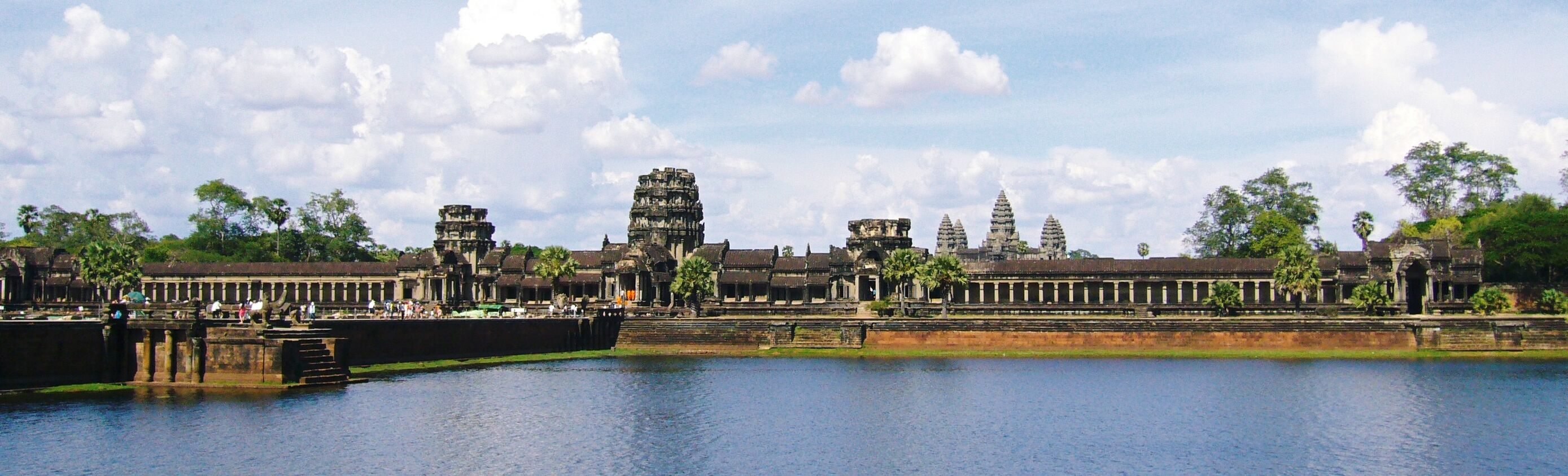
Un șanț din jurul lui Angkor Wat.

## Angkor Wat astăzi
O echipă arheologică din India a restaurat templul între anii 1986 și 1992. Începând cu anii 1990, Angkor Wat a continuat efortul de conservare și s-a observat o creștere semnificativă în turism. Templul este o parte a World Heritage Site Angkor, înființată în anul 1992, care a oferit unele fonduri și a încurajat guvernul cambodgian să protejeze situl. GACP lucrează la un proiect pentru a proteja basoreliefurile care decorează templu din prejudiciu. Studiul organizației a constatat că aproximativ 20% din basoreliefuri au fost în stare foarte proastă, în principal din cauza eroziunii naturale și deteriorării piatrei, și de asemenea, ca urmare a eforturilor restaurarii. Alte lucrări implică repararea de secțiuni și prevenirea colapsului în continuare: fațada de vest de la nivelul superior, de exemplu, a fost susținută de schele în 2002,în timp ce o echipă japoneză a restaurat o parte a bibliotecii de nord a incintei exterioare,în anul 2005.
Angkor Wat a devenit o destinație turistică majoră.În 2004 și 2005, cifrele guvernului sugerează că, respectiv, 561 de mii și 677 de mii de vizitatori străini au sosit în provincia Siem Reap, aproximativ 50% din totalul turiștilor străini veniți în Cambodgia. Afluxul de turiști a cauzat până acum pagube relativ mici,altele decât graffiti; frânghii și trepte de lemn au fost introduse pentru a proteja basoreliefurile și podelele. Turismul de asemena a furnizat, și unele fonduri suplimentare pentru întreținere,începând cu anul 2000 aproximativ 28% din veniturile de pe bilete au folosite pentru întregul sit Angkor, cu toate că,majoritatea lucrului este efectuată de echipe străine,sponsorizate de guvern, mai degrabă decât de către autoritățile cambodgiene.

## Galerie

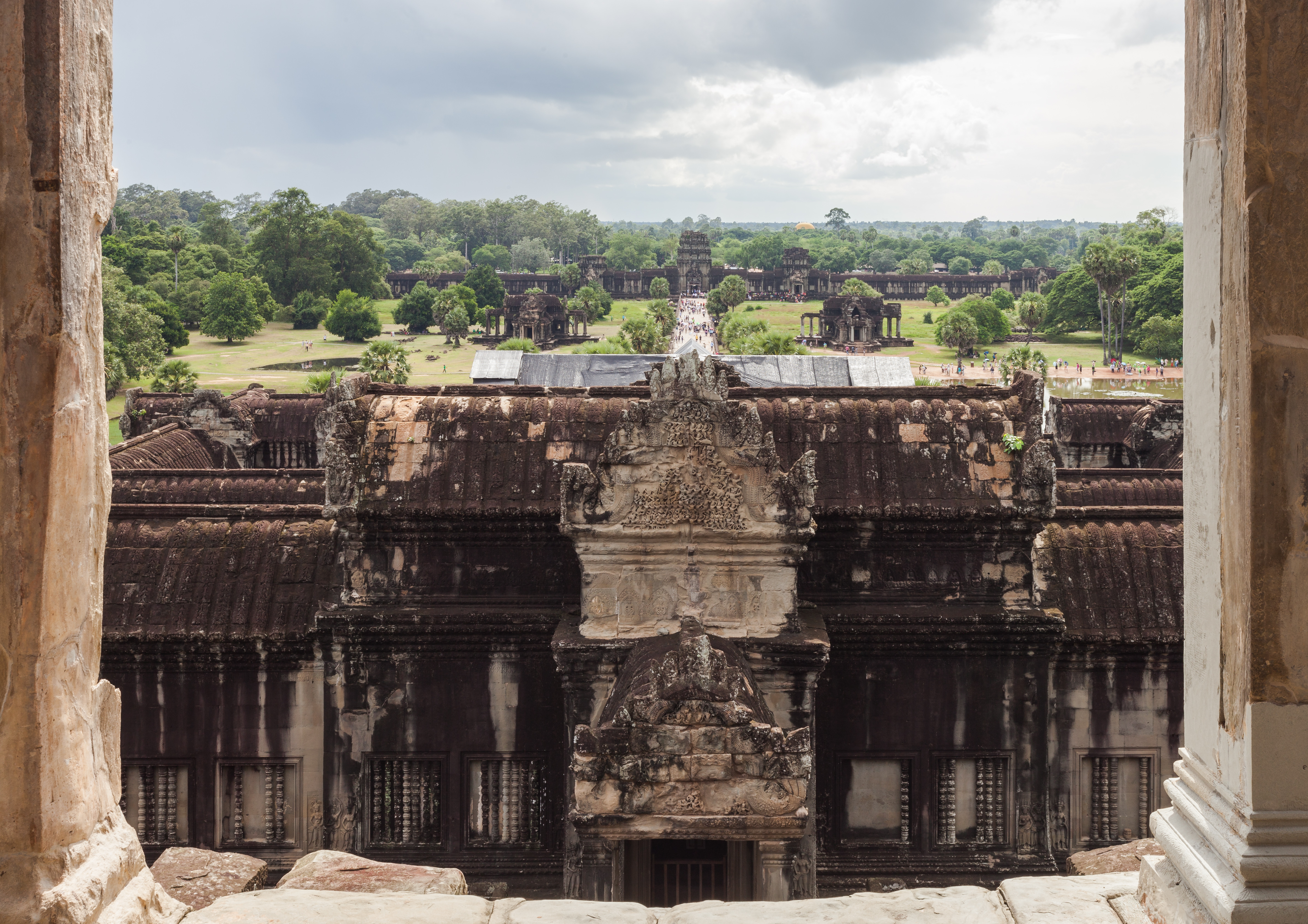
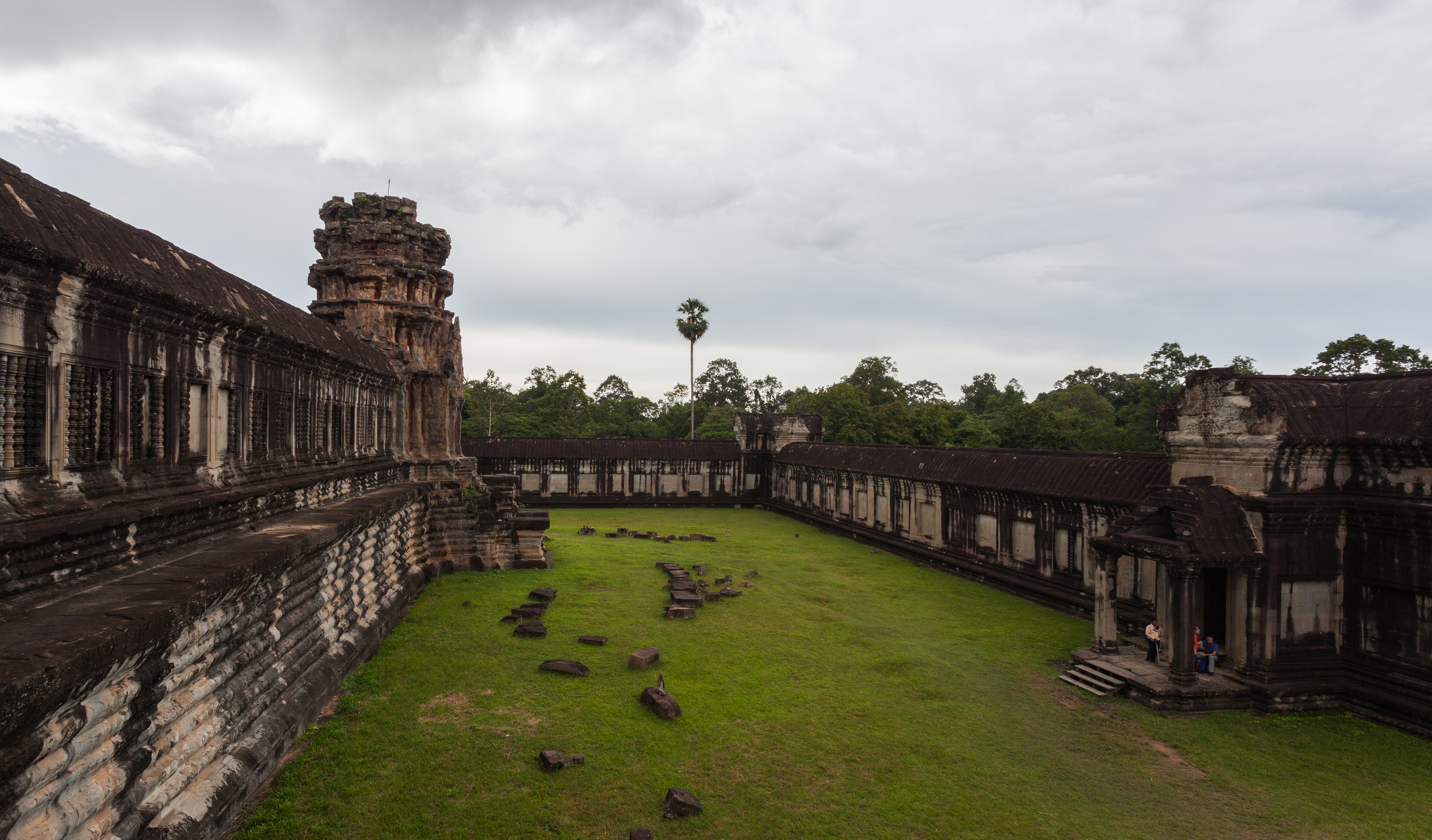
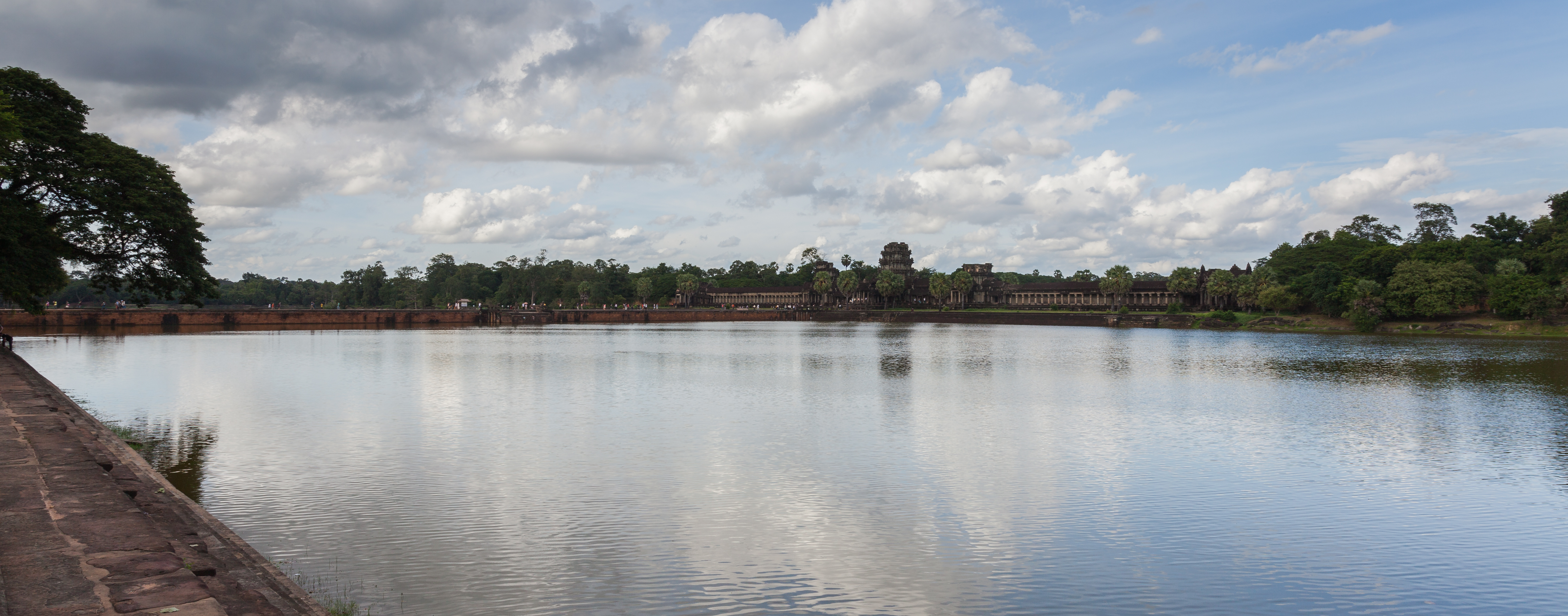
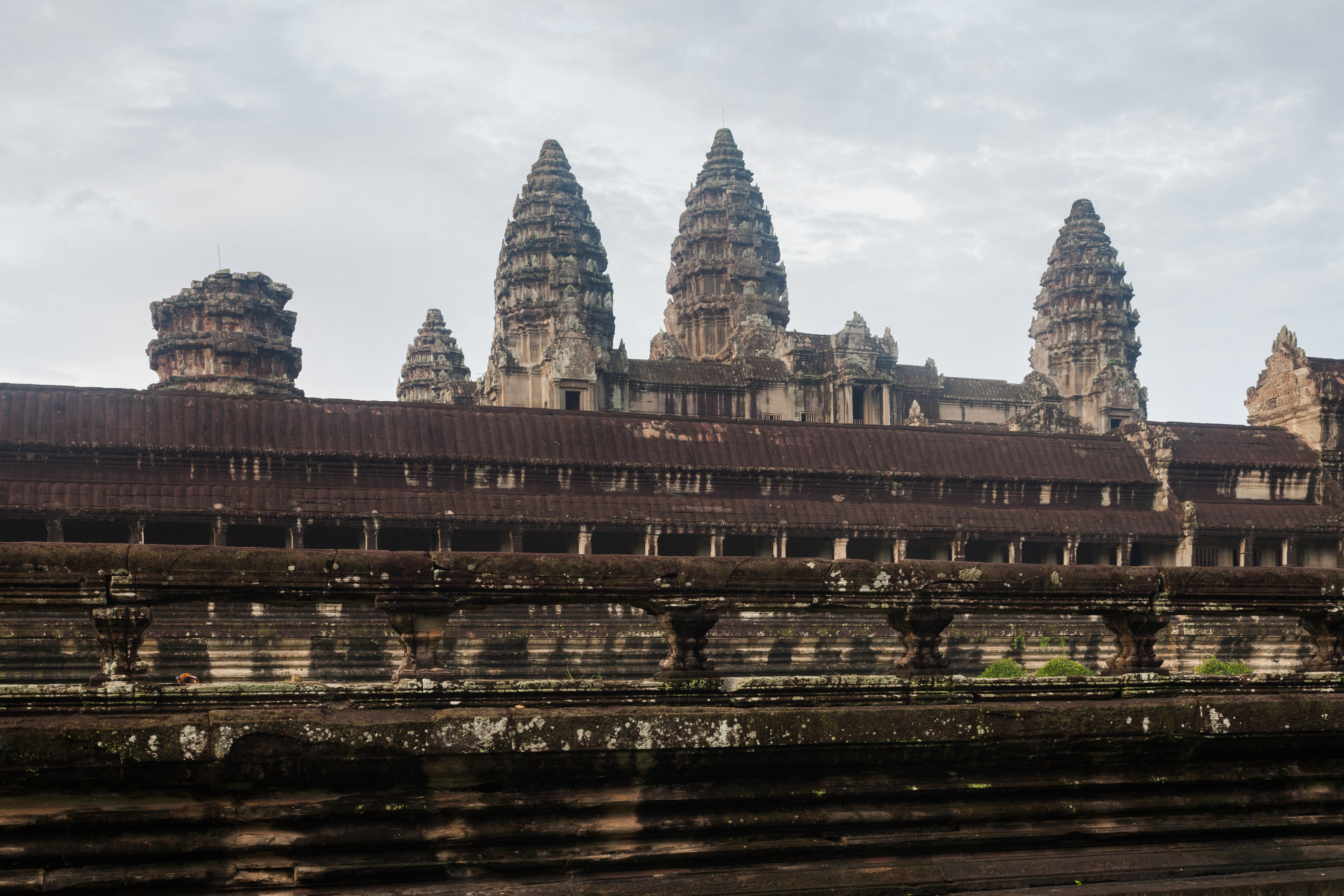
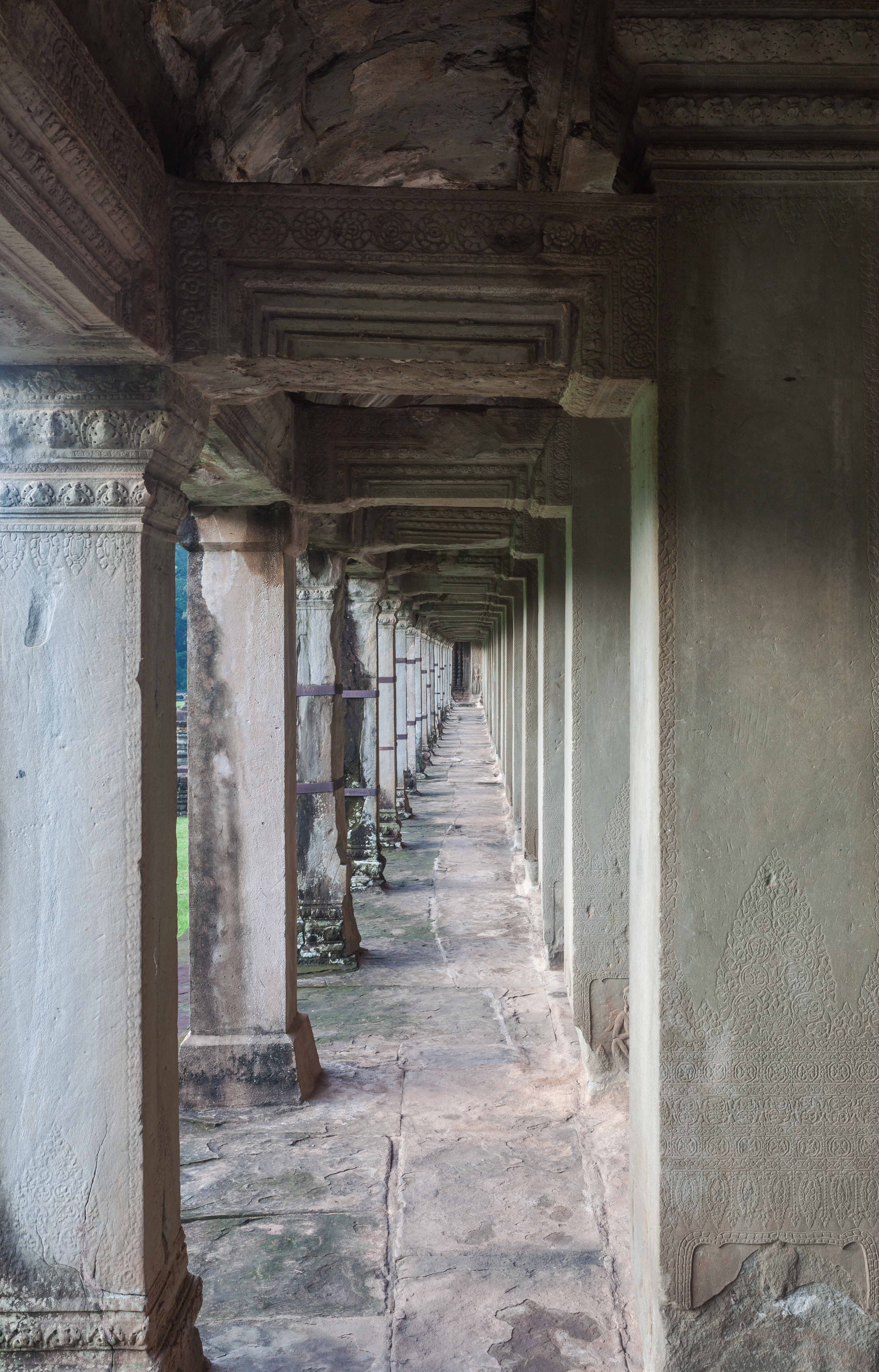
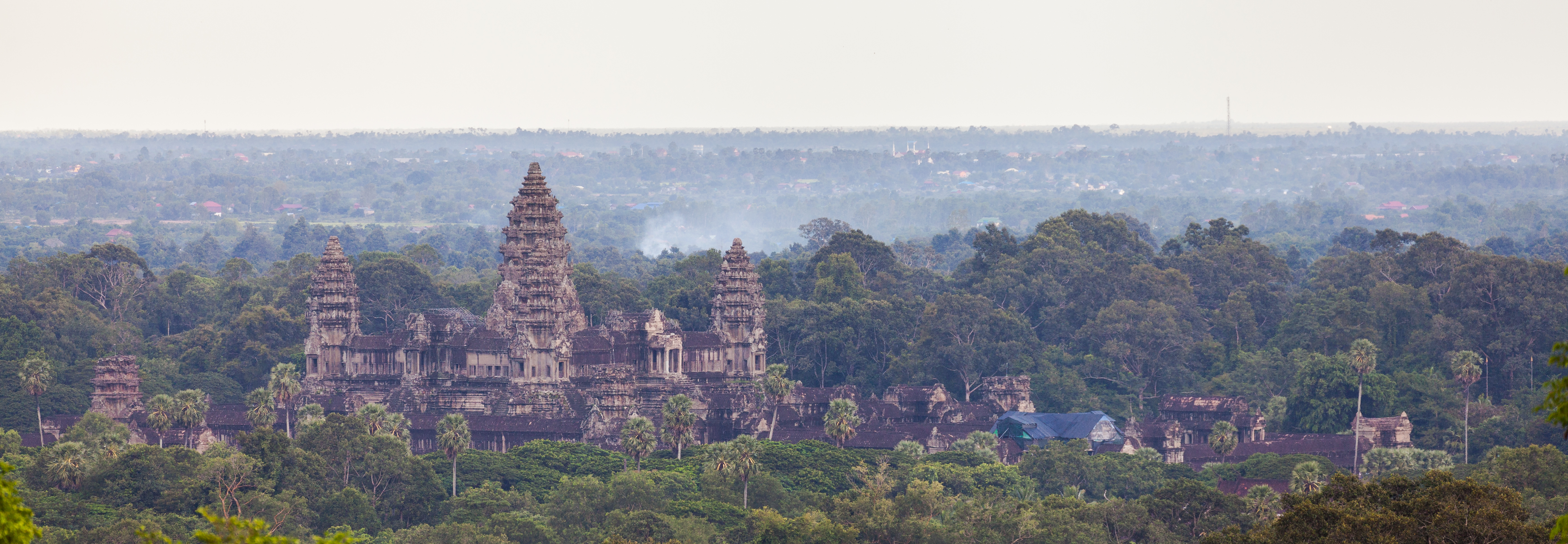